# Sandra Schürmann

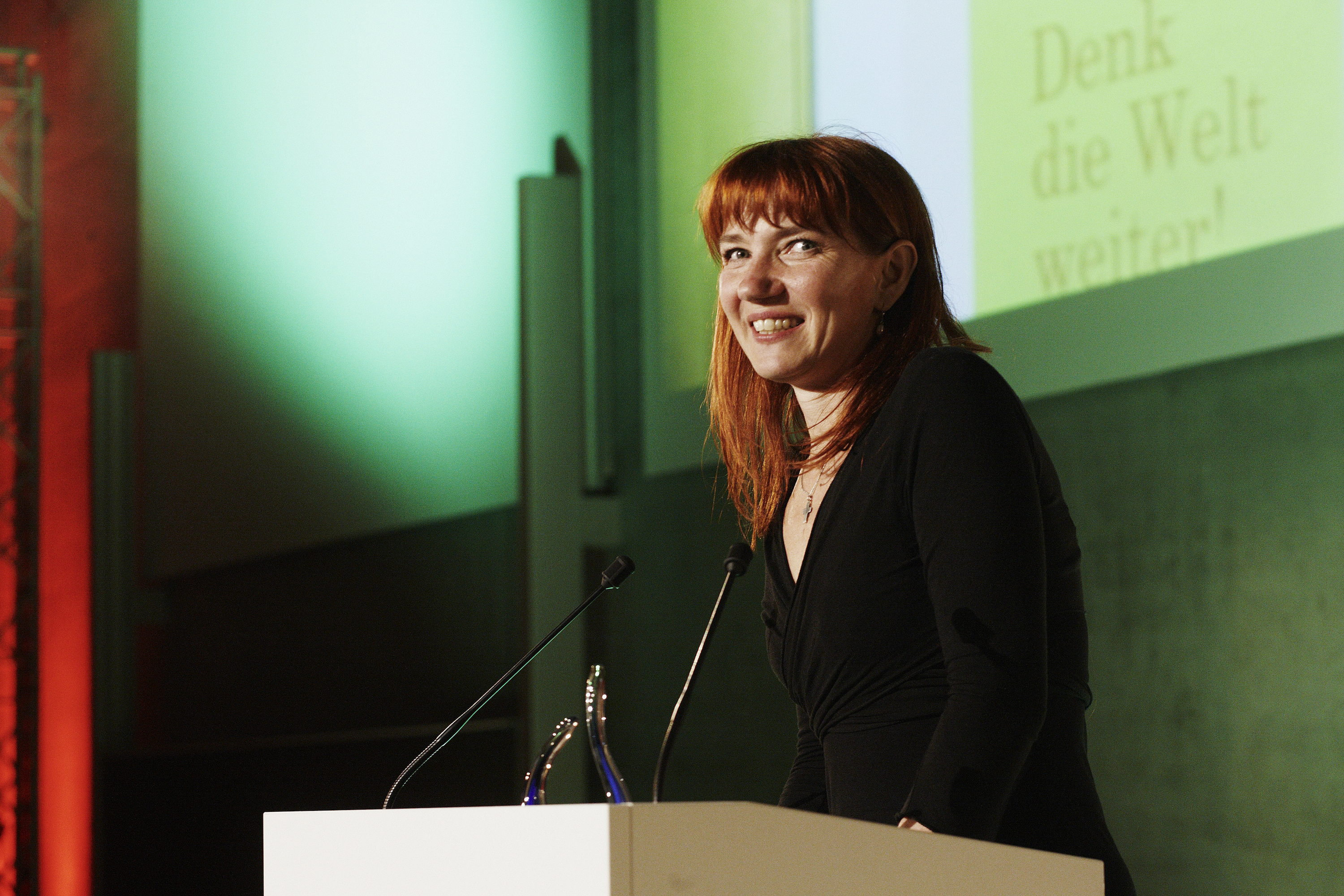
Sandra Schürmann, Vision Summit 2012

Sandra Schürmann (* 14. Februar 1970 in Witten) ist eine deutsche Sozialunternehmerin.

## Leben und Werk
Selbst ehemalige Schulverweigerin, arbeitete sie nach dem Studium der Sozialen Arbeit für einen Bildungsträger in Recklinghausen und konzipierte Qualifizierungsprojekte für arbeitslose Jugendliche. Aus der Erfahrung eigener Schulverweigerung heraus und durch die Unzufriedenheit mit der Einseitigkeit der Bildung im Übergang von Schule zum Beruf als rein fachliche Qualifikation, machte sie sich auf die Suche nach neuen, ganzheitlichen Bildungsformen.
Im Sommer 2005 hatte sie während eines Schülertheaterstückes die Idee, das Schauspiel mit der Berufswahlorientierung zu verbinden. Da sich kein Träger bereit erklärte, dieses in ihrem Sinne umzusetzen, gründete sie gemeinsam mit Freunden am 5. Oktober 2005 den Verein Projektfabrik e. V. und reichte das Konzept beim Deutschen Förderpreis Jugend in Arbeit ein. Der Förderpreis wurde einmalig in Deutschland ausgeschrieben und war mit 300.000 Euro dotiert. Das Konzept gewann erst den Landespreis und dann den Deutschen Förderpreis auf bundesweiter Ebene.
Gemeinsam mit Brigitte Rieser, Sozialwissenschaftlerin und Kosmologin (1943–2011), entwickelte Schürmann die Forderung nach einer neuen Bildung für Deutschland und Europa, in der die Entwicklung der selbstbestimmten Persönlichkeit im Zentrum der Bemühungen steht. Aus ihrer Sicht ist die Konsequenz dieser Forderung, die „Kunst als Bildungsprinzip“ zu entwickeln und zur gesellschaftlichen Akzeptanz zu bringen. Damit soll die Impuls- und Gestaltungskraft der Menschen gefördert werden, um Probleme wie Arbeitslosigkeit zu überwinden.
2011 wandelte Sandra Schürmann den Verein in eine gemeinnützige GmbH um. 2012 eröffnete sie gemeinsam mit Hans-Ulrich Ender (Schauspieler, Regisseur und Ausbilder für Theaterpädagogik) „DIE SCHULE für Kunst, Kommunikation und Wirtschaftsgestaltung“ in Witten und schuf damit einen eigenen Ort der Ausbildung und Forschung zur Persönlichkeitsentwicklung. Seit Januar 2014 bildet DIE SCHULE zum Sozialkünstler aus.

## Preise und Auszeichnungen
- 2006: Deutscher Förderpreis Jugend in Arbeit
- 2007: Finalist Social Entrepreneur
- 2008: Schwab Foundation
- seit 2009: Ashoka Fellow
- 2010: Bundesverdienstkreuz
- 2011: Finalist Social Entrepreneur
- 2011: Schwab Foundation
- 2012: Vision Award des Vision Summit 2012